# Bernard van Falkenberg
Bernard van Falkenberg (circa 1374/1378 - 2/4 april 1455) was van 1382 tot 1450 hertog van Falkenberg en Strehlitz en van 1396 tot 1400 hertog van Opole. Hij behoorde tot de Silezische tak van het huis Piasten.

## Levensloop
Hij was de vierde en jongste zoon van hertog Bolko III van Opole en diens echtgenote Anna, vermoedelijk een dochter van Jan I Scholasticus van Auschwitz.
Na het overlijden van zijn vader in 1382 erfden Bernard en zijn oudere broers Jan Kropidło en Bolko IV het hertogdom Strehlitz. Omdat de drie broers nog minderjarig waren, stonden ze de eerste jaren van hun bewind onder het regentschap van hun oom, hertog Wladislaus II van Opole. Kort na het overlijden van hun vader erfden de drie broers ook het hertogdom Falkenberg, nadat hertog Hendrik, een neef van hun vader, kinderloos was gestorven. 
Oorspronkelijk hadden de drie broers een goede verstandhouding met hun oom en in 1383 verkocht Wladislaus hen een deel van zijn domeinen. In 1393 beloofde hun oom dan weer dat ze zijn domeinen mochten erven als ze deel zouden nemen aan een oorlog tegen de Poolse koning Wladislaus II Jagiello. Dit veroorzaakte echter een gewelddadige reactie door het Poolse leger, dat de steden Strehlitz en Opole aanviel. Hierdoor verzuurden de relaties tussen de drie broers en hun oom en op 6 augustus 1396 vielen ze met de steun van Polen het hertogdom Opole binnen, waarna ze hun oom afzetten en de drie broers eveneens hertog van Opole werden. De oudste broer Jan trad vervolgens af als hertog van Strehlitz en Falkenberg, waarna Bolko IV en Bernard als de enige twee hertogen van beide hertogdommen overbleven.
In 1400 beslisten Bolko IV en Bernard om hun gezamenlijke domeinen onderling te verdelen. Bernard behield de hertogdommen Strehlitz en Falkenberg, terwijl Bolko IV samen met zijn oudere broer Jan Kropidło het hertogdom Opole bleef verder besturen. In 1401 huwde Bernard met Hedwig (overleden in 1424), een dochter van woiwode Spytko II van Melsztyn van Krakau, en kwam hij in het bezit van de districten Rosenberg en Lublinitz. Tijdens de eerste jaren van zijn bewind voerde Bernard een nauwe samenwerkingspolitiek met Polen en in 1414 vocht hij zelfs aan Poolse zijde mee in de oorlog tegen de Duitse Orde. 
In 1417 kwam het vrij onverwacht tot een erfstrijd kwam om de erfenis van zijn in 1401 overleden oom Wladislaus II. Hertogen Jan I en Hendrik IX van Sagan claimden dat jaar namelijk de erfrechten van hun moeder Catharina van Opole, de dochter van Wladislaus II. Om onbekende redenen gaf het Praagse hof de hertogen van Sagan op 2 juli 1417 gelijk en werden Bernard en zijn broers gedwongen om de domeinen van hun oom aan beide hertogen te geven. Op 1 april 1418 bevestigde koning Wenceslaus IV van Bohemen dit. De onverwachte dood van de koning enkele maanden later en de feit dat de hertogen van Sagan niet in staat waren om de erfrechten van hun moeder door te drukken, zorgden er echter voor dat Bernard en zijn broers de erfenis van hun oom konden behouden.
De volgende jaren werkten Bernard en Bolko IV nauw samen met de nieuwe Boheemse koning Sigismund. Als resultaat van deze samenwerking kregen Bolko en zijn broer Bernard in 1423 op het congres van Bratislava het district Sieradz en delen van Groot-Polen toegewezen. De vrede tussen de Boheemse en de Poolse koning korte tijd later zorgde er echter voor dat de twee broers de gebieden niet aan hun grondgebied kregen toegevoegd.
In 1424 erfden Bolko IV en Bernard de stad Oberglogau na de dood van Euphemia, de weduwe van hun oom Wladislaus II. Eind dat jaar schonk zijn broer Bolko IV de stad echter aan zijn zoon Bolko V de Hussiet. 
Op het einde van de jaren 1420 werd Silezië zwaar getroffen door de Hussietenoorlogen. Uit schrik voor plunderingen sloten Bernard en zijn broer Bolko IV in 1428 vrede met de Hussieten. Dit garandeerde echter geen volledige veiligheid van zijn domeinen en in 1434 maakte Bernard van de verwarring in Silezië gebruik om de steden Kreuzburg en Pitschen over te kopen van de hertogen van Brieg
In 1443 betwistten Bernard en zijn neef Bolko V de Hussiet de wettigheid van de verkoop van het hertogdom Siewierz aan de bisschop van Krakau. Dit leidde tot een nieuwe oorlog tussen Klein-Polen en Silezië, die met onderbrekingen tot in 1452 zou duren. Dit leidde tot belangrijke verwoestingen in het grensgebied tussen Silezië en Klein-Polen. 
Bernard had twee dochters, Anna en Hedwig, maar geen mannelijke nakomelingen. Hierdoor besloot hij in 1450 zijn domeinen te verkopen aan zijn neef Bolko V en behield hij enkel nog het district Rosenberg. Ook verkocht hij zijn rechten in Opole aan zijn neef Nicolaas I.
Bernard stierf in 1455, waarna zijn overige gebieden door zijn neef Bolko V de Hussiet werden geërfd. Zijn begraafplaats is onbekend.